# Мечеть Шингилей
Мечеть Шингилей (азерб. Şingiley məscidi) — мечеть и историко-архитектурный памятник XIX века, расположенный в селе Дястя Ордубадского района Азербайджана.
Мечеть была включена в список недвижимых исторических и культурных памятников странового значения согласно постановлению № 132 Кабинета министров Азербайджанской Республики от 2 августа 2001 года. Постановлением № 98 Кабинета министров Нахчыванской Автономной Республики от 21 ноября 2007 года мечеть Шингилей была внесена в список архитектурных памятников республиканского значения.

## История
Мечеть Шингилей расположена в селе Дястя Ордубадского района. Согласно найденным в мечети надписям, она была построена в XI веке и восстановлена в XX веке.
Мечеть имеет 2 двери, главный вход расположен с севера, перед ним находится балкон. В западной и восточной стенах расположены по 2 арочных окна, а в южной стене — 5 окон. Потолок поддерживается 6 колоннами. Длина мечети составляет 16,6 м, ширина — 9 м, высота — 4,3 м.
После советской оккупации в Азербайджане с 1928 года официально началась борьба с религией. В декабре того же года ЦК Компартии Азербайджана передал многие мечети, церкви и синагоги на баланс клубов для использования в просветительских целях. Если в 1917 году в Азербайджане насчитывалось 3 000 мечетей, то в 1927 году их количество сократилось до 1 700, в 1928 году — до 1 369, а к 1933 году осталось всего 17. В этот период мечеть Шингилей также прекратила свою деятельность.

### После восстановления независимости
После того как Азербайджан вновь обрёл независимость, мечеть была включена в список недвижимых памятников истории и культуры странового значения согласно решению Кабинета министров Азербайджанской Республики № 132 от 2 августа 2001 года. Согласно решению Кабинета министров Нахчыванской Автономной Республики № 98 от 21 ноября 2007 года, мечеть Шингилей была включена в список архитектурных памятников республиканского значения.